# گینس نیجریه
گینس نیجریه (انگلیسی: Guinness Nigeria) شرکت نوشیدنی نیجریه‌ای است، که در سال ۱۹۵۰ تأسیس شد.